# Medelpad
Le Medelpad est une province historique du nord de la Suède d'une superficie de 7 058 km2, située sur la côte est. Elle est bordée du Hälsingland, du Härjedalen, du Jämtland, du Ångermanland et du Golfe de Botnie. Elle fait partie du comté du Västernorrland.

## Communes
- Sundsvall
- Timrå
- Ånge

## Histoire

### Âge de pierre
Les plus anciennes découvertes archéologiques du Medelpad remontent à 9 000 ans et ont été faites en 2015 à l'extrémité Holmsjö de la vallée de Ljungan. Elles révèlent l'existence de réseaux de contacts sociaux jusqu'en Dalécarlie.
Une peinture rupestre découverte en 2014 à Långliden est estimée entre 4 000 et 6 000 ans.

### Âge du bronze
Des objets de l'âge du bronze ont été découverts dans le Medelpad, principalement dans les cours inférieurs des rivières. La découverte la plus ancienne est une hache datant de l'âge du bronze ancien dans le village de Lunde à Bergeforsen, qui montre que le bronze précieux était importé de l'extérieur de la région nordique. Un artefact inhabituel est une épée de l'âge du bronze trouvée à Hummelviksberget dans la paroisse de Njurunda en 1859. Cependant, les découvertes de l'âge du bronze sont peu nombreuses, ce qui peut être interprété comme signifiant que les gens pratiquaient encore la technologie de l'âge de pierre pendant l'âge du bronze. Le climat est devenu progressivement plus froid et plus humide au cours de la période allant de 2000 à 500 avant J.-C. et est depuis lors similaire au climat actuel.
La culture de l'orge et la fertilisation ont été pratiquées depuis 1500 av. J.-C. à Solberg dans la paroisse de Njurunda (près de l'ancienne embouchure de la rivière Ljungan et à proximité de la zone d'intérêt national Kvissle-Nolby-Prästbolet), d'après l'analyse pollinique effectuée dans le cadre du projet E4-Sundsvall. Cependant, aucun établissement d'une population agricole n'a été trouvé dans le paysage depuis l'âge du bronze. 

### Âge du fer
Le cimetière de Högom dans la paroisse de Selånger, avec la pierre de Högom au premier plan.
Outre l'analyse pollinique mentionnée ci-dessus, les plus anciennes découvertes archéologiques d'une culture agricole dans le Medelpad ont été faites au lac Marmen, près de l'église de Tuna, et datées de 500 avant J.-C. Cette culture agricole s'est probablement étendue le long d'une vallée latérale fertile en direction de Selånger.
Le nombre de découvertes augmente fortement à partir du IIe siècle après J.-C. Dans l'ensemble du paysage, 2 600 vestiges anciens ont été préservés, essentiellement concentrés dans les couches de sédiments cultivables limitées du paysage vallonné dans trois vallées, Ljungans, Indalsälvens et Selångersåns. La population s'est principalement installée sur le versant nord-est, ensoleillé, des vallées. 

### Moyen Âge
Le Medelpad a été considéré comme faisant partie du Hälsingland (aujourd'hui parfois appelé Stor-Hälsingland) jusqu'au XVe siècle, et a été régi jusqu'en 1374 par la loi sur le Hälsingland, conservée depuis 1320. Au moins un exemplaire de la loi sur le Hälsingland a été conservé enchaîné au mur de l'église de Selånger pendant sa durée de validité.
Le Storhälsingland était à cette époque administrativement divisé en trois parties, tredingar ou folkland, le tredingen le plus au nord étant appelé Nordanstig, et faisant probablement référence à Medelpad (auparavant, l'opinion établie était qu'il s'agissait de la ville actuelle de Nordanstig[clarification] dans le Norra Hälsingland en raison de la mention de Norrstigen).
Selon la loi sur le Hälsingland, les peaux et le saindoux constituaient les principales recettes fiscales du Medelpad au Moyen Âge. La pêche en dehors des rivières était importante. 
Trois villes côtières sont devenues des centres à différents égards. La résidence du bailli et la cour royale étaient situées à Kungsnäs (appelée Näs dans la loi du Hälsingland), dans le port de navigation de Selånger, un point de rencontre géographiquement déterminé pour les routes venant du nord, du sud et de la côte. Le siège du prévôt se trouvait dans l'église de défense de la paroisse de Sköns. Stormän avait également un siège à Kvissle/Nolby dans la paroisse de Njurunda le long de Norrstigen, un lieu interprété par certains érudits comme étant la ferme royale « Hög på Norrstigen » (généralement identifiée au village moderne de Kungsgården dans la paroisse de Jättendal dans le nord du Hälsingland).
Le Medelpad était divisé en au moins six shires avec des ting distincts. Au Moyen Âge, le tribunal général du comté se tenait alternativement à Skön et à Näs en Selånger. Comme le reste du Grand Hälsingland, le Medelpad a été rattaché à la juridiction du magistrat d'Uppsala.
Les noms de lieux avec le suffixe -böle, -boda et -gård sont souvent médiévaux. 
Au Moyen Âge, des chemins de randonnée et d'équitation ont été créés dans le Mellannorrland, tant à l'ouest (Sankt Olofsleden était un chemin de pèlerinage entre le port de navigation de Selånger à Medelpad et Nidaros en Norvège) qu'au sud (Norrstigen était un chemin préhistorique qui a fini par longer toute la côte du Norrland).
Selon une légende rapportée dans les années 1680, Olof Haraldsson aurait débarqué à Selånger en 1030 après quelques années d'exil. Il se rendit avec son armée en Norvège pour christianiser le pays et récupérer le trône royal. Le voyage se termina à Stiklestad, où Olof fut tué lors d'une bataille le 29 juillet, puis acclamé comme martyr et saint en Scandinavie. Quelle que soit la véracité de la légende, ce saint Olav a joué un rôle important au Medelpad à l'époque catholique, puisque le sentier qu'il était censé avoir parcouru a été baptisé Sankt Olofsleden, et le port dans lequel il était censé avoir débarqué a été appelé Sankt Olofs hamn.
L'un des premiers grands hommes cités dans les lettres médiévales de la région est le noble Nils Fartegnsson, né à la fin du XIIIe siècle, qui possédait des domaines dans plusieurs endroits du Norrland et s'était vu octroyer des terres sur la rivière Lule dans le cadre de la première mission royale de colonisation connue dans le Norrbotten. Il était probablement le père de Fartegn Unge, qui est enterré dans l'église de Skön, et qui est lié dans les légendes à un héros mythique appelé Fale hin unge de Birsta, qui aurait sauvé un fils royal norvégien. Des liens non prouvés et improbables ont été établis entre ces grands hommes et les Västerbotten Bureätten de Bureå.

### Début de l'époque moderne et époque moderne
Plusieurs milliers de Finlandais des forêts, ou Finlandais suédois, ont quitté Savolax et le nord du Häme, dans l'actuelle Finlande, pour s'installer à Medelpad et ailleurs, principalement entre les années 1570 et le début des années 1600, donnant naissance à de nombreux nouveaux villages, à la frontière avec l'Ångermanland et le Hälsingland respectivement. On retrouve des traces des coutumes finlandaises en matière de dénomination dans certains noms naturels de ces villages finlandais. Les Finlandais des forêts ont effectivement innové en pratiquant la culture sur brûlis. Ils ont appris le suédois et sont devenus bilingues, tout en conservant leurs croyances populaires. Cette migration s'explique par la politique de colonisation et d'allègement fiscal initiée par Charles IX, ainsi que par la guerre et le manque de terres ininterrompues en Finlande.
Des sources datant du XVIIe siècle et plus tard parlent de Samis des forêts et de Lapons paroissiaux au Medelpad, qui ont souvent été assimilés à la culture nordique.
La côte du Norrland a été durement touchée par les raids russes au cours des dernières années de la Grande guerre du Nord, en 1719-1721. Sundsvall (dans le cadre de la bataille de Selånger) et un certain nombre de villes de moulins plus petites ont été attaquées, pillées et incendiées.